# Aproksimant
Aproksimanti su suglasnici koji su bliski samoglasnicima. U artikulaciji se glasovni trakt sužava, ali zrak još uvijek može strujati bez čujne turbulencije. Aproksimanti su otvoreniji od frikativa, a zatvoreniji od samoglasnika.
Aproksimanti se dijele na centralne, lateralne (bočne) i koartikulirane.

### Centralni
- bilabijalni aproksimant [β̞] (obično se zapisuje kao <β>)
- labiodentalni aproksimant [ʋ]
- dentalni aproksimant [ð̞] (obično se zapisuje kao <ð>)
- alveolarni aproksimant [ɹ]
- retrofleksni aproksimant [ɻ] (suglasničko [ɚ])
- palatalni aproksimant [j] (suglasničko [i])
- velarni aproksimant [ɰ] (suglasničko [ɯ])
- uvularni aproksimant [ʁ̞] (obično se zapisuje kao  <ʁ>)
- faringalni aproksimant [ʕ̞] (suglasničko [ɑ]; obično se zapisuje kao <ʕ>)
- epiglotalni aproksimant [ʢ̞] (obično se zapisuje kao <ʢ>)

### Lateralni
- zvučni alveolarni lateralni aproksimant [l]
- bezvučni alveolarni lateralni aproksimant [l̥]
- retrofleksni lateralni aproksimant [ɭ]
- palatalni lateralni aproksimant [ʎ]
- velarni lateralni aproksimant [ʟ]

### Koartikulirani s posebnim IPA simbolima
- zvučni labijalizirani velarni aproksimant [w] (suglasničko  [u])
- bezvučni labijalizirani velarni aproksimant [ʍ]
- labijalizirani palatalni aproksimant [ɥ] (suglasničko [y])
- velarizirani alveolarni lateralni aproksimant [ɫ]

### U hrvatskom
U standardnom hrvatskom postoje centralni aproksimanti [ʋ] i [j] te lateralni aproksimanti [l] i [ʎ].